# USS Phoenix (SSN-702)
El USS Phoenix (SSN-702) de la Armada de los Estados Unidos es un submarino nuclear de ataque de la clase Los Angeles. Fue colocada su quilla en 1984, botado en 1986 y asignado en 1989.

## Historia
Construido por General Dynamics Electric Boat Division, fue colocada su quilla el 30 de julio de 1977, botado el 8 de diciembre de 1979 y asignado el 19 de diciembre de 1981.
Fue de baja el 29 de julio de 1998 y puesto en el Programa de Reciclaje de Buques y Submarinos del Puget Sound Naval Shipyard de Bremerton, Washington.